# 常平镇
常平镇，是中国广东省东莞市下辖的一个镇，位于东莞市的东部，東與橋頭鎮、謝崗鎮為鄰，南與樟木頭鎮、黃江鎮相接，西與大朗鎮、東坑鎮毗連，北與橫瀝鎮、企石鎮接壤。总面积108平方公里，下辖32个村和社区。由於京九铁路、广梅汕铁路、广深铁路和广惠城际铁路在境内交汇，镇内设有常平站和东莞东站、常平东站、常平南站四个大型火车站，亦有大型公共汽車來往香港，是广深港地区的重要交通枢纽。2018年常平镇国内生产总值354亿元，2019年中国百强乡镇第26名。鎮人民政府駐中元街61號。

## 简介
常平镇位于东莞东北部埔田片区，是东莞东北部重镇，镇内东有石马河，西有寒溪河。本镇离东莞市区莞城街道约33公里。周边分别与大朗镇、东坑镇、横沥镇、企石镇、桥头镇、谢岗镇、樟木头镇、黄江镇接壤。相传清朝中葉，桥头镇屋廈村部分村民從商，擇水運方便之荒灘建常平圩，以祈和平競爭，常平镇因此得名，2017年常平镇被划分为东部产业园片区。本镇通行粤语，大部分居民为广府民系，流动人口较多，服务业发达。2020年11月常住人口约44万，户籍人口10万。2018年10月9日，常平镇位列“2018年度全国综合实力千强镇”第20名，在全东莞GDP约为第8名，属于二等镇。境内以制造业为主，有大京九物流园，常平珠宝文化产业园，维他奶东莞工厂等工业园区。常平镇拥有面积500平方米以上的大型购物中心、百货、商场、家具建材城等99户，81家宾馆酒店，建有109个房地产楼盘、2家大型综合性医院、1个旅游景点和5个大型公园，常平全镇林木绿化率达37.6%。

## 行政區劃
常平鎮下轄32個村或社區：
常平社区、新民社区、下墟村、岗梓村、桥梓村、塘角村、苏坑村、袁山贝村、金美村、还珠沥村、朗贝村、板石村、桥沥村、卢屋村、土塘村、麦元村、九江水村、朗洲村、陈屋贝村、司马村、霞坑村、漱旧村、漱新村、黄泥塘村、元江元村、横江厦村、田尾村、白花沥村、沙湖口村、白石岗村、松柏塘村、上坑村和木棆村。

## 人口
根據第七次全国人口普查數據，截至2020年11月1日零時，常平鎮常住人口為444894人。

## 大型屋苑
- 万科城
- 紫荊花園
- 东田麗園
- 东田翠湖灣
- 聚富花園
- 麗城花園
- 麗景花園
- 联邦花園
- 麗都花園
- 常阳花園
- 蔚蓝城邦
- 金田花園
- 霞晖花园
- 金碧花园
- 金美花园
- 誉景名居
- 汇景豪园（修建中）
- 天林湖花园
- 富盈加州阳光花园
- 御苑别墅
- 新城市花园
- 富盈都市华府
- 半岛豪庭
- 翠景灣
- 红荔侨苑
- 玫瑰花园
- 花和小城
- 东田山畔华庭
- 金地时代艺境（修建中）
- 金地名京花园
- 金地名著花园
- 世纪康城
- 蔚蓝城邦
- 恒大珺庭
- 藍月灣
- 新天美地花园
- 碧桂园常平首府
- 东方银座兰乔公馆
- 帝豪碧湖花园
- 翔龙天地广场(一期住宅和商场已开业，其余在修建中)
- 绿地大都会
- 苏豪名苑
- 华润幸福里
- 碧桂园玫瑰臻园（修建中）
- 碧桂园玖瓏灣（修建中）
- 颐安云玺

### 图片集
- 世纪康城
- 山水雅居
- 新天美地花园
- 东田丽园
- 玫瑰花园
- 帝豪碧湖花园
- 紫金花园
- 万科城
- 丽景花园

## 交通
- 鐵路：常平站（廣深鐵路）、東莞東站（京九鐵路/广梅汕铁路）、常平东站（广惠城际铁路）、常平南站（广惠城际铁路）
- 公共汽車：常平客运站
- 計程汽車一般約20元人民幣即可到達鎮內所有地方。部分的士按照政府规定的价格收取，黄色的的士6元起步，蓝色的的士7元起步。
- 地铁：根据2019年1月29日东莞市自然资源局发布的《东莞市轨道交通网络规划（2035）》，预计到2035年东莞地铁R3线将在从常平设常平北环路站、常平北站、常平站、东莞地站4个地铁站。

### 图片集
- 常平站
- 常平东站
- 常平南站
- 东莞东站

## 教育
- 常平中学
- 常平振兴中学
- 东莞市电子商务学校

## 购物广场
- 百花时代广场
- 正利广场
- 翔龙天地广场
- 乐活park
- 宝力广场（待开业）
- 天虹商场
- 嘉荣超市（横江厦村）
- 国盈超市（横江厦村）
- 礼加诚购物中心（土塘村）
- 瑞安天地（香港城）（前期规划中）

## 公园
- 常平铁路公园
- 常平消防主题公园
- 常新公园
- 农业科普园
- 旗岭森林公园

## 景点
- 隐贤山庄

## 特产
- 常平竹升面

## 名人
- 李鶴齡：曾任國民革命軍第12集團軍政治部主任、國民革命軍第一集團軍空軍政治部主任,抗日戰爭中期任國民黨東莞縣縣長。
- 周永泰家族：周永泰家族是香港殖民地時期的四大家族之一，其餘為李佩材家族、何東家族、利希慎家族。
- 任志剛：曾任香港金融管理局專員
- 任達榮：前香港警務處副處長，演員任達華的兄長
- 任達華：香港男演員
- 任錫五：任錫五汽車有限公司創辦人
- 袁潔儀
- 尹揚明
- 葉曜丞
- 梁毓雄